# Cas Ariba
Cas Ariba is een wijk van Urataca in de regio Santa Cruz van Aruba.